# ФК „Свиленград“
„Свиленград“ е български футболен клуб от град Свиленград, екипите на клуба с черно-жълти. Играе мачовете си на стадион „Колодрума“. Клубът е истинският тим на града. Това е официален приемник на първото дружество по футбол, а именно ФК "Ботев" Свиленград. 

## История
Клубът е основан на 1 август 1921 г. под името „Ботев“. Първи председател на клуба е Петър Катранджиев. После клубът носи името „Граничар“. През 1985 г. е основана детско-юношеската школа при ФК „Свиленград“.
От 2005 г. е основан изцяло нов клуб в голямата зала на ОбС – ФК „Свиленград 1921“ и е създадена собствена детско-юношеска школа, различна от тази на автентичния клуб в града - ФК Свиленград със старши треньор Никола Николов. В 2023 година двата клуба се обединяват.
На 1 август 2025 г. ще навършат 104 години от основите на клуба в Града на коприната. 

## Успехи
- 9 място в Държавното първенство през 1933 г.
- 5 място в Южната Б група през 1972 г.
- 1/8-финалист за купата на страната през 1997 и 2001 г.
- 1 място А ОФГ сезон 2020/21

## Състав 2022/23
Към 1 октомври 2022 г.
12.Янислав Иванов
13.Димитър Стефанов 
1.Милко Баданов
Защитници:
11.Кръстьо Христов 
20.Валери Христов 
22.Стефан Фотелов
2.Стефан Киков
18.Валентин Димитров
77.Петър Кръстев
6.Петър Костадинов 
24.Петьо Николов
Полузащитници:
10.Христо Димитров 
8.Христо Томов
15.Димитър Стоянов 
16.Николай Колев
7.Емилиян Зотев 
3.Михаил Ставрев 
4.Йордан Лозанов
17.Антон Огнянов 
21.Георги Милев
Нападатели:
9.Андрей Атанасов
13.Петър Вълков
26.Георги Димитров 
89.Костадин Желев